# Camarão-de-sete-barbas

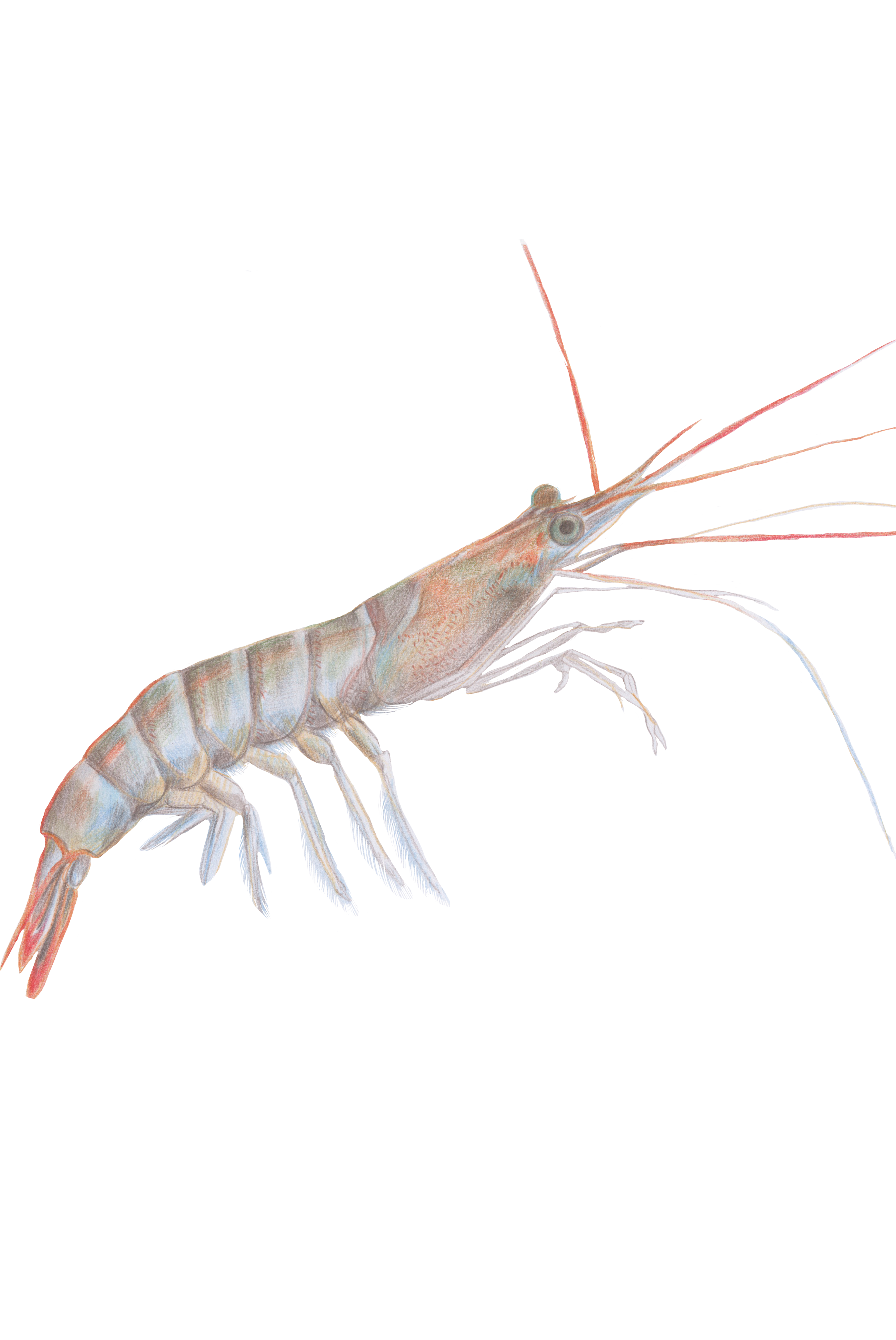
Desenho a lápis do Xiphopenaeus kroyeri

O Camarão-de-sete-barbas (Xiphopenaeus kroyeri) é um camarão marinho da família dos peneídeos, encontrado dos Estados Unidos ao Sul do Brasil. Tal espécie de camarão possui cerca de 8 cm de comprimento e rostro com a ponta curvada para cima. Também são conhecidos pelos nomes de camarão-de-areia, camarão-ferro e camarão-sete-barbas.

## Descrição
Os adultos crescem até 70–140 mm (2,8–5,5 pol) de comprimento, com os machos atingindo apenas 115 mm (4,5 pol).
A  rostro tem cinco dentes perto da base, mas é lisa ao longo da ponta, que é bastante alongada e muitas vezes curva para cima em graus variados.